# Juan de Echevarría
Juan de Echevarría Zuricalday (în bască Juan Etxebarria Zurikaldai; n. 14 aprilie 1875, Bilbao, Comunitatea Autonomă a Țării Basce, Spania – d. 8 iunie 1931, Madrid, Noua Castilie⁠(d), Spania) a fost un pictor spaniol de ascendență bască. Este în general asociat cu mișcarea fauvistă  și este cunoscut în principal pentru peisaje, naturi statice și portrete.

## Biografie
Tatăl său a fost un industriaș. A urmat cursurile liceale din Angoulême, pe care l-a absolvit în 1887. Cinci ani mai târziu, a plecat în Anglia, unde a urmat Colegiului Eton, apoi a mers la Hochschule Mittweida⁠(d) din Germania și a obținut o diplomă în inginerie industrială în 1897. După aceea, a făcut un turneu în Europa pentru a afla mai multe despre noile tehnici de fabricare a oțelului.
A lucrat ca director al afacerii de familie timp de mai mulți ani, dar, după moartea mamei sale, în 1902, a demisionat pentru a se dedica picturii, pe care o simțise mereu ca fiind adevărata sa vocație. La scurt timp după aceea, compania familiei sale a fuzionat cu altele pentru a deveni Altos Hornos de Vizcaya⁠(d).
Și-a început studiile la Bilbao cu Manuel Losada, apoi a plecat la Paris și s-a implicat în mișcarea postimpresionistă. De asemenea, a urmat cursurile Academiei Julian și a luat lecții particulare de la sculptorul și ceramicistul Paco Durrio. În 1905, a efectuat o călătorie extinsă în toată Europa, apoi s-a întors acasă.
În loc să-și expună picturile la Expoziția Națională de Arte Frumoase, a avut prima sa expoziție importantă în 1911 la Salon d'Automne⁠(d), unde a expus lucrări într-o varietate de stiluri noi și a atras atenția poetului Guillaume Apollinaire, care a fost și un cunoscut critic de artă.
După o ședere prelungită la Granada, a petrecut o perioadă la Ávila, apoi și-a prezentat lucrările într-o expoziție la Ateneo de Madrid⁠(d) (1916). S-a stabilit acolo în 1918, a participat la crearea Societății de Studii Basce și a continuat să expună pe scară largă pe parcursul anilor 1920. Și-a petrecut anul 1930 în vizită la prietenul său, Miguel de Unamuno, care fusese exilat în Hendaye.
Imediat după moartea sa, o retrospectivă majoră a fost organizată la Paris la galeria Marcel Barheim. Numeroase altele au avut loc în întreaga Spanie; în 1949, 1955, 1961, 1965 și 1978.

## Selecție de picturi

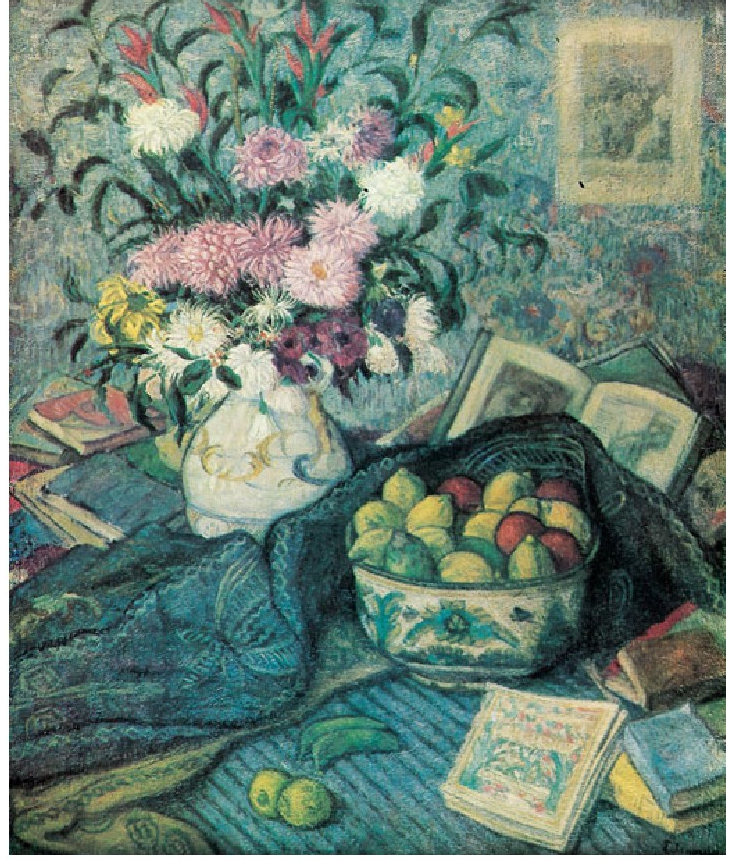
Flori cu banane, lămâi și cărți
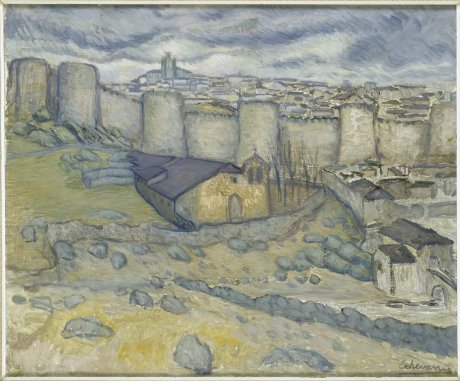
Vedere din Ávila
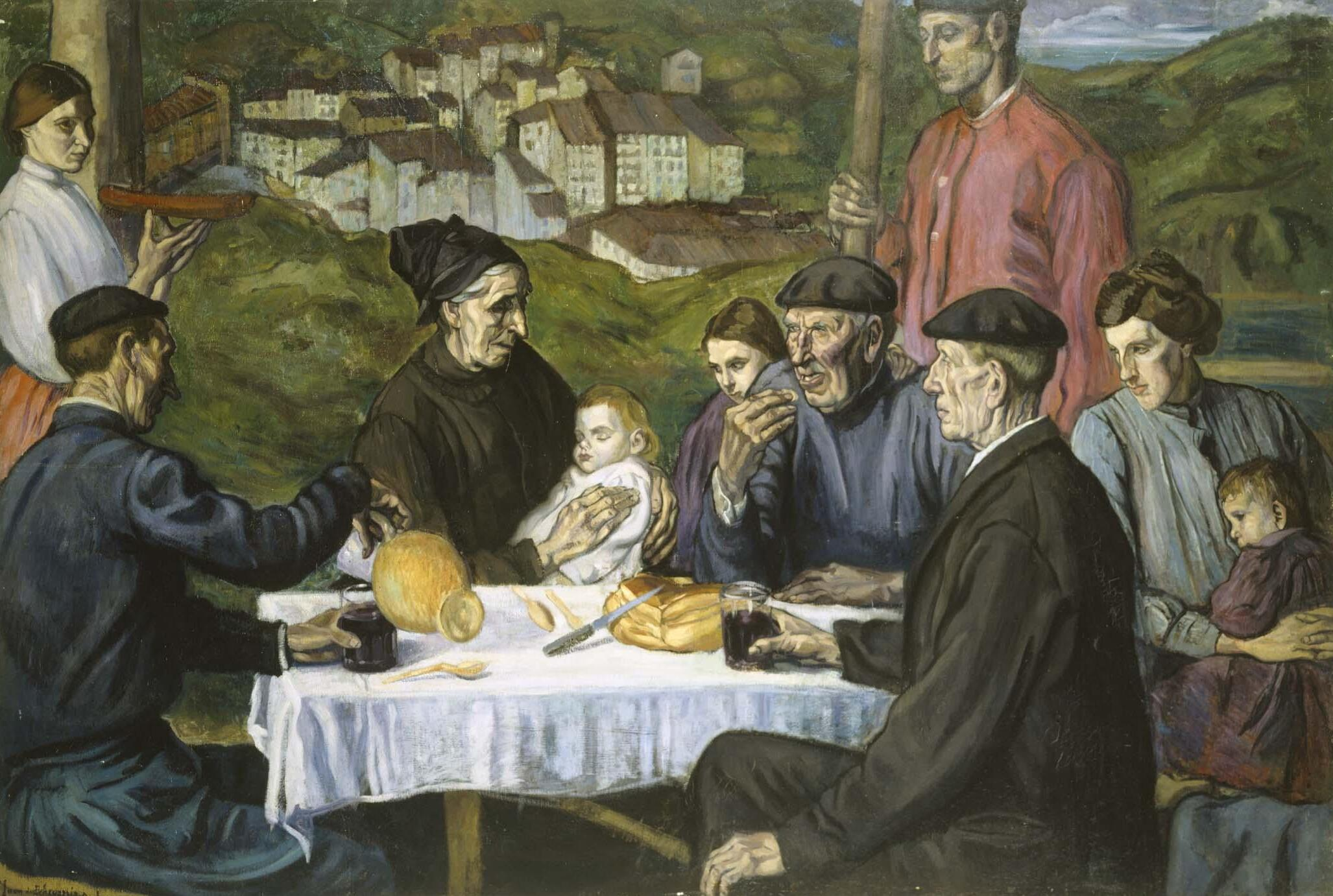
Ceaiul de după-amiază în Ondárroa⁠(d)
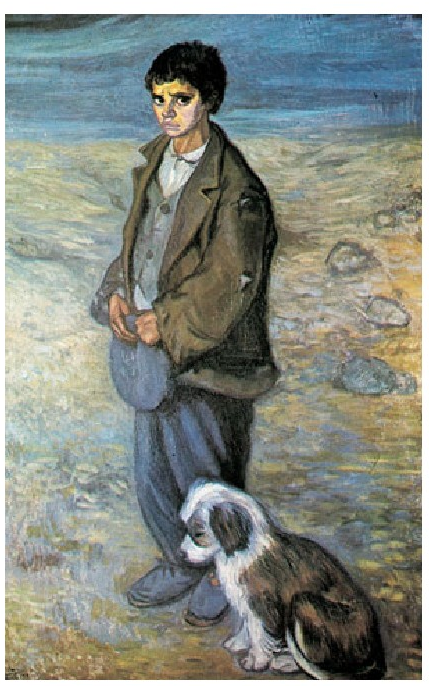
Proscrisul spaniol

## Colecție
- Muzeul Reina Sofia [15]